# Liste der diplomatischen Vertretungen in Finnland

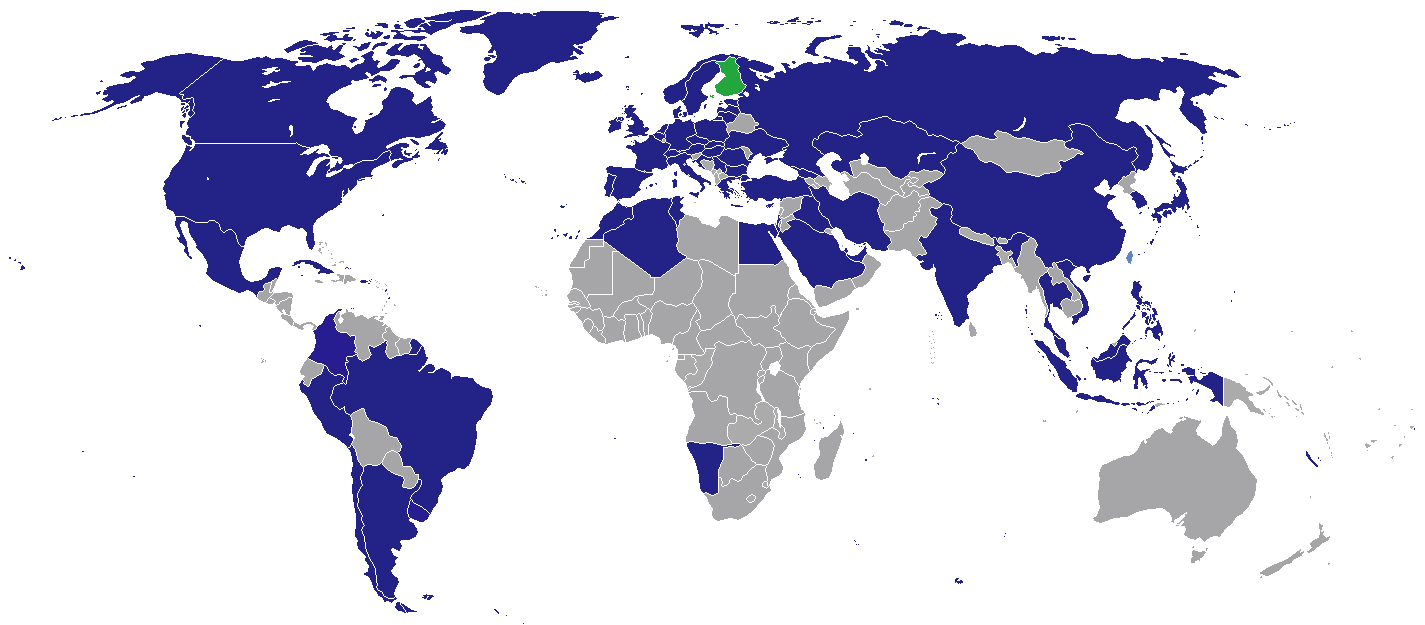
Staaten mit einer Botschaft in Finnland

Die Liste der diplomatischen Vertretungen in Finnland führt Botschaften auf, die im 
europäischen Staat Finnland eingerichtet sind.

## Botschaften in Helsinki
In Finnlands Hauptstadt Helsinki sind 64 Botschaften eingerichtet (Stand 2019).

### Staaten
| - Algerien: Botschaft - Argentinien: Botschaft - Österreich: Botschaft - Aserbaidschan: Botschaft - Belarus: Botschaft - Belgien: Botschaft - Brasilien: Botschaft - Bulgarien: Botschaft - Kanada: Botschaft - Chile: Botschaft - Volksrepublik China: Botschaft - Kolumbien: Botschaft - Kroatien: Botschaft - Kuba: Botschaft - Zypern: Botschaft - Tschechien: Botschaft - Dänemark: Botschaft - Ägypten: Botschaft - Estland: Botschaft - Frankreich: Botschaft - Georgien: Botschaft - Deutschland: Botschaft |  | - Griechenland: Botschaft - Ungarn: Botschaft - Island: Botschaft - Indien: Botschaft - Indonesien: Botschaft - Iran: Botschaft - Irak: Botschaft - Irland: Botschaft - Israel: Botschaft - Italien: Botschaft - Japan: Botschaft - Kasachstan: Botschaft - Lettland: Botschaft - Litauen: Botschaft - Malaysia: Botschaft - Mexiko: Botschaft - Marokko: Botschaft - Mongolei: Botschaft - Niederlande: Botschaft - Nicaragua: Botschaft - Peru: Botschaft |  | - Polen: Botschaft - Portugal: Botschaft - Rumänien: Botschaft - Russland: Botschaft - Saudi-Arabien: Botschaft - Serbien: Botschaft - Slowakei: Botschaft - Slowenien: Botschaft - Südafrika: Botschaft - Südkorea: Botschaft - Spanien: Botschaft - Schweden: Botschaft - Schweiz: Botschaft - Syrien: Botschaft - Thailand: Botschaft - Türkei: Botschaft - Ukraine: Botschaft - Vereinigtes Königreich: Botschaft - Vereinigte Arabische Emirate: Botschaft - Vereinigte Staaten: Botschaft - Uruguay: Botschaft - Vietnam: Botschaft |